# Miss Monde 1997
 (octobre 2018).
Miss Monde 1997, est la 47e élection de Miss Monde, qui s'est déroulée le 22 novembre 1997, qui s'est déroulée à Baie Lazare aux Seychelles. La gagnante, l'indienne Diana Hayden succède ainsi à la grecque Irene Skliva, Miss Monde 1996. 
86 pays et territoires ont participé à l'élection. C'est la 3e fois que le concours se déroule à Sun City, en Afrique du Sud.
Diana Hayden est la 3e Miss Inde à être couronnée Miss Monde, après Reita Faria et Aishwarya Rai.

## Résultats

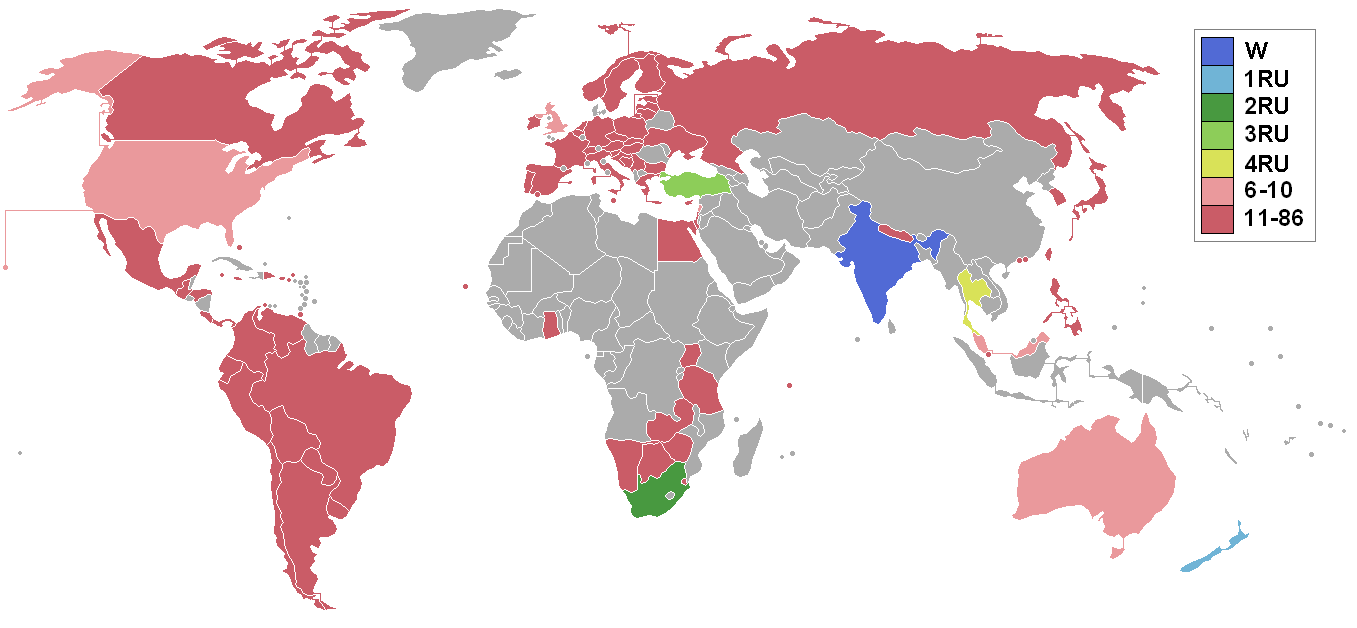
Pays et territoires participants et résultats.

| Résultat Final  | Candidates |
| --------------- | --- |
| Miss Monde 1997 | - Inde – Diana Hayden |
| 1re Dauphine    | - Nouvelle-Zélande – Lauralee Martinovich |
| 2e Dauphine     | - Afrique du Sud – Jessica Motaung |
| Top 5           | - Turquie – Çağla Şikel - Thaïlande – Tanya Suesuntisook                                                                                        |
| Top 10          | - Australie – Laura Csortan - Liban – Joelle Behlok - Malaisie – Arianna Teoh - Royaume-Uni – Vicki-Lee Walberg - États-Unis – Sallie Toussaint |

## Reines de beauté des continents
| Continent      | Candidate                        |
| -------------- | -------------------------------- |
| Afrique        | Afrique du Sud – Jessica Motaung |
| Amérique       | États-Unis – Sallie Toussaint    |
| Asie & Océanie | Inde – Diana Hayden              |
| Caraïbes       | Jamaïque – Michell Moodie        |
| Europe         | Turquie – Çağla Şikel            |

## Candidates
| - Afrique du Sud - Jessica Motaung - Allemagne - Katja Glawe - Argentine - Natalia Pombo - Aruba - Michella Laclé Croes - Australie - Laura Csortan - Autriche - Susanne Nagele - Bahamas - Alveta Adderley - Belgique - Sandrine Corman - Bolivie - Mitzy Suárez Saucedo - Bosnie-Herzégovine – Elma Terzić - Botswana - Mpule Kwelagobe - Brésil - Fernanda Rambo Agnes - Bulgarie - Simona Velitchkova - Canada - Keri-Lynn Power - Cap-Vert - Carmelinda Gonçalves - Chili - Paulina Mladinic - Colombie - Gladys Buitrago Caicedo - Costa Rica - Rebeca Escalante Trejas - Croatie - Martina Novosel - Chypre - Galatia Charalambidou - Corée du Sud - Kim Jin-ah - Équateur - Clío Olaya Frías - Égypte - Amel Shawky Soliman - Espagne - Nuria Avellaneda Gallego - Estonie - Mairit Roonsar - Mexico - Blanca Soto - États-Unis - Sallie Toussaint - Finlande - Minna Lehtinen - France - Laure Belleville - Ghana - Benita Sena Golomeke - Gibraltar - Rosanna Ressa - Grèce - Eugenia Limantzaki - Guatemala - Lourdes Mabel Valencia Bobadilla - Honduras - Hansel Cristina Cáceres Teruel - Hong Kong - Vivian Lee Ming-Wai - Hongrie - Beata Petes - Îles Caïmans - Cassandra Powell - Îles Vierges britanniques - Zoe Jennifer Walcott - Îles Vierges des États-Unis - Taisha Regina Gomes - Inde - Diana Hayden - Irlande - Andrea Roche - Israël - Mirit Greenberg - Italie - Irene Lippi | - Jamaïque - Michelle Moodie - Japon - Shinobu Saraie - Lettonie - Liga Graudumniece - Liban - Joëlle Georges Behlock - Lituanie - Asta Vyšniauskaitė - Macao - Agnès Lo - Malte - Sarah Vella - Malaisie - Arianna Teoh - Namibie - Sheya Shipanga - Népal - Jharana Bajracharya - Norvège - Charlotte Høiåsen - Nouvelle-Zélande - Lauralee Martinovich - Ouganda - Lillian Acom - Panama - Patricia Aurora Bremner Hernández - Paraguay - Mariela Quiñónez García - Pays-Bas - Sonja Aldina Silva - Pérou - Claudia María Luque Barrantas - Philippines - Kristine Rachel Gumabao Florendo - Pologne - Roksana Jonek - Portugal - Icilia Silva Berenguel - Porto Rico - Aurea Isis Marrero Nieves - République dominicaine - Carolina Estrella Peña - République tchèque - Terezie Dobrovolná - Royaume-Uni - Vicki-Lee Walberg - Russie - Liudmila Popova - Seychelles - Michelle Lane - Singapour - Jasmine Wong - Slovaquie - Marietta Senkacová - Slovénie - Maja Šimec - Suède - Sofia Joelsson - Suisse - Tanja Gutmann - Swaziland - Xoliswa Mkhonta - Taïwan - Fang Su-Ling - Tanzanie - Saida Joy Kessys Sashays - Thaïlande - Tanya Suesuntisook - Trinité-et-Tobago - Mandy Jagdeo - Turquie - Çağla Şıkel - Ukraine - Kseniya Kuz'menko - Uruguay – Ana González Kwasny - Venezuela - Christina Dieckmann - Yougoslavie – Tamara Šaponjić - Zambie – Tukuza Tembo - Zimbabwe - Una Patel |